# Lensman
A série Lensman é uma série literária de ficção científica do  gênero space opera, criada por Edward Elmer "Doc" Smith. A série foi indicada para o Prêmio Hugo de Melhor série de todos os tempos (o vencedor foi a série Fundação de Isaac Asimov).
Originalmente, a série consistiu nos quatro romances Galactic Patrol, Gray Lensman, Second Stage Lensman, e Children of the Lens publicados entre 1937 e 1948 nas revista Astounding Stories. Em 1948, por sugestão do Lloyd Arthur Eshbach (editor das edições originais dos livros de Lensman), Smith reescreveu Triplanetary, publicada em 1934 na revista Amazing Stories, para se encaixar como prequela da série Lensman. O primeiro Lensman romance de foi escrito em 1950 para servir como um elo entre Triplanetary e Galactic Patrol, até que finalmente, Smith revisou o resto da série para remover inconsistências entre a cronologia original de Lensman e Triplanetary.

## Adaptações
Anime
Galactic Patrol Lensman (GALACTIC PATROL レンズマン) É uma série japonesa de anime baseada na série Lensman. A série possui 25 episódios e foi ao ar de 06 de outubro de 1984 a 08 de agosto de 1985 no Japão. Os primeiros quatro episódios da série animada foram lançadas como um filme, totalmente editados pela Harmony Gold USA.

## Histórias em quadrinhos
Entre 1990 e 1991, a Eternity Comics publicou histórias em quadrinhos no estilo mangá, baseadas no anime Galactic Patrol Lensman.

## Jogos
A série foi adaptada em dois wargames:  Lensman e Triplanetary.
Em 1993, a Steve Jackson Games lançou um suplemento para o seu RPG GURPS intitulado Gurps Lensman: Starkly Astounding Space-Opera Adventure.